# (16417) 1987 SF5
1987 أس أف 5 (ويعرف أيضًا باسم (16417) 1987 أس أف 5 وفق تسمية الكوكب الصغير) (بالإنجليزية: 1987 SF5)‏ هو كويكب ضمن حزام الكويكبات؛ وترتيبه 16417 من حيث الاكتشاف.
اكتُشف هذا الجُرم الفلكي بواسطة Poul Jensen (astronomer) ‏ في 30 سبتمبر 1987.

## وصلات خارجية
- (16417) 1987 SF5 في قاعدة بيانات مختبر الدفع النفاث لأجرام النظام الشمسي الصغيرة

- الاكتشاف · مخطط المدار ·  العناصر المدارية · المعلمات المادية

- (16417) 1987 SF5 على موقع ويكي سكاي: DSS2, SDSS, GALEX, IRAS, Hydrogen α, X-Ray, Astrophoto, Sky Map, Articles and images